# عرفان آهنگریان
عرفان آهنگریان (زاده ۲ آذر ۱۳۷۵ - سلمان شهر) ووشوکار اهل ایران است.
از افتخارات وی می‌توان به کسب مدال طلا قهرمانی آسیا در سال ۲۰۱۶ و مدال طلا در بازی‌های آسیایی ۲۰۱۸ وزن ۶۰ کیلوگرم ساندا اشاره کرد.
وی در مسابقات ووشو قهرمانی جهان ۲۰۱۹، مدال طلای وزن ۶۵ کیلوگرم در بخش سان‌دا و عنوان «تکنیکی‌ترین سانداکار» این دوره از مسابقات را به‌دست‌آورد. او همچنین از طرف حاضران این دوره از مسابقات لقب «مسی ووشو دنیا» را گرفت.

## فعالیت حرفه ای ورزشی
آهنگریان رشته ووشو را در سن ۱۱ سالگی زیر نظر استاد محمد خواجه محمدی آغاز کرد. پس از آن از سال ۲۰۱۴ تا کنون تحت نظر استاد علی شیر آقایی فعالیت می‌کند. او تمرینات بوکس خود را زیر نظر استاد احمد خالقی و تمرینات جوجیتسو و گراپلینگ خود را زیر نظر استاد احمد خالقی انجام می‌دهد.
فعالیت حرفه ای ورزشی: او فعالیت حرفه ای خود در رشته ووشو را پس از عضویت در تیم ملی جوانان در سال ۲۰۱۴ آغاز کرد و پس از آن در سال ۲۰۱۵ به عضویت تیم ملی بزرگسالان درآمد و تاکنون نیز به فعالیت خود در تیم ملی ووشو ادامه می‌دهد. او در مسابقات جوانان جهان آنتالیا ۲۰۱۴ در وزن ۵۶ کیلوگرم شرکت کرده و با اختلاف زیاد تمام رقبای خود را شکست داد و قهرمان جوانان جهان شد. پس از دعوت او در تیم ملی بزرگسالان با ۱۸ سال سن و پس از قهرمانی در تورنمنت بین‌المللی پارس کاپ در تهران اعتماد کادر فنی تیم ملی بزرگسالان برای اعزام به مسابقات آسیایی ۲۰۱۶ را بدست آورد و در این مسابقات در مرحله نیمه نهایی و فینال با شکست رقبای ویتنامی و چین که به ترتیب نائب قهرمان و قهرمان المپیک آسیایی بودند توانست مدال طلای این دوره از مسابقات را بدست بیاورد. آهنگریان اولین سبک‌وزن ایرانی لقب گرفت که توانست در میادین آسیایی و جهانی از سد نمایندهای قدرتمند چین بگذرد، پس از قهرمانی در این مسابقات به علت سر وزن نرسیدن نماینده ۶۵ کیلوگرم ایران در مسابقات جام جهانی ۲۰۱۶ عرفان آهنگریان با ۶۰ کیلوگرم وزن به عنوان نماینده ایران از طرف کادر فنی برای شرکت در این مسابقات انتخاب شد و بدون آمادگی بدنی و با اختلاف وزن ۸ کیلوگرمی در این مسابقات شرکت کرد. او در بازی فینال با نتیجه‌ای نزدیک مسابقه را به حریف چینی خود واگذار کرد. او در همین مسابقات در مرحله نیمه نهایی حریف ترکیه ای خود که دارنده ۳ مدال جهانی بوده را شکست داد.

پس از این او در سال ۲۰۱۷ در مسابقات همبستگی کشورهای اسلامی در شهر باکو شرکت کرده و مدال طلای این مسابقات را بدست آورد. پس از آن در همان سال در مسابقات المپیک دانشجویان جهان در کشور تایوان شرکت کرده و شکست تمام رقبای نام دار مانند یوسف ویدیانتو از اندونزی قهرمان ۲۰۱۵ جهان، علی ماگمادوف دارنده دو مدال طلا یک نقره و یک برنز جهان از روسیه و حریف چینی قهرمان بازی‌های آسیایی اینچئون، طلای این دوره از مسابقات را بدست آورد. او در سال ۲۰۱۸ قهرمان بازیهای آسیایی جاکارتا شده و با ۲۱ سال سن، جوانترین ووشوکار ایرانی لقب گرفت که موفق به کسب این عنوان شد.

او در سال ۲۰۱۹ به یک‌وزن بالاتر(۶۵کیلوگرم) آمده و در مسابقات جهانی شانگهای موفق به کسب مدال طلا و عنوان «تکنیکی‌ترین سانداکار» مسابقات شد. همچنین او سهمیه جام جهانی ۲۰۲۰ ملبورن را بدست آورده‌است.